# 郭洛泰
郭洛泰，中國人民武裝警察部隊武警少將。中華人民共和國和中國共產黨的政治、軍事人物，是一位服務于武警部隊中國共產黨黨員 。

## 生平
歷任中國人民武装警察部队辽宁省总队司令员、武警黄金指挥部司令员、中國人民武装警察部队新疆维吾尔自治区总队司令员。
 